# 舎利弗
舎利弗（しゃりほつ、梵: Śāriputra、Śāradvatīputra、巴: Sāriputta）は仏教の開祖釈迦仏の十大弟子の一人である。
梵語名シャーリプトラのシャーリ（巴: サーリ）は母親の名前「シャーリー（鶖鷺）」から取られており、プトラ（巴: プッタ）は「息子」を意味するため、漢訳では舎利子（しゃりし）や鶖鷺子（しゅうろし）とも表記される。
舎利弗は釈迦の直弟子の中でも上首に座した。特に十大弟子の筆頭に挙げられ智慧第一と称され、親友かつ修行者として同期であった神通第一の目連と併せて二大弟子とも呼ばれる。

## 生涯

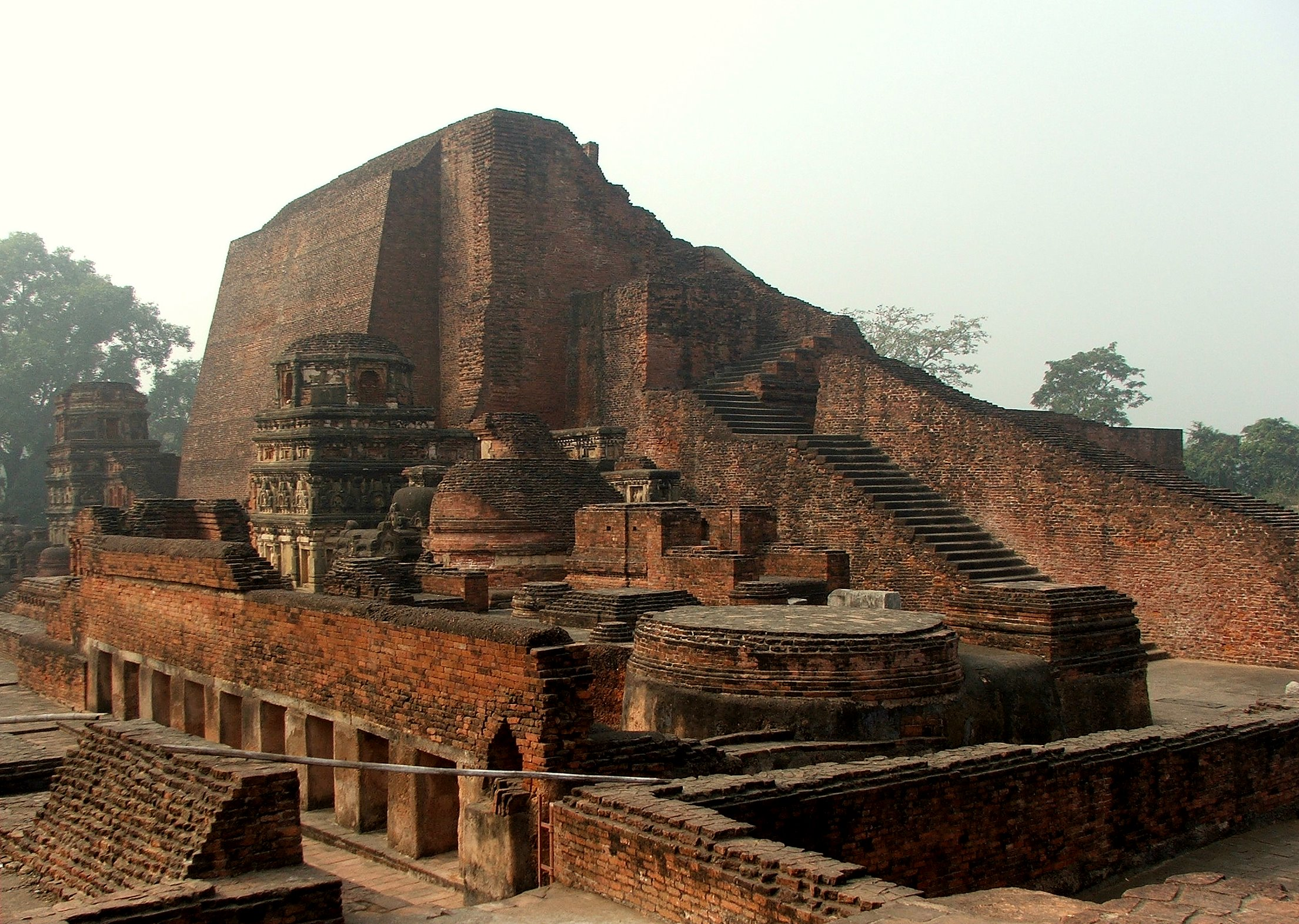
インド、ビハール州、ナーランダー寺の舎利弗のストゥーパ

舎利弗は北インドのマガダ国の首都王舎城（ラージャグリハ）北部のナーラカ村出身で司祭階級（バラモン）の家柄であり、幼名はウパティッサ（巴: Upatissa）といった。
彼は生来聡明であったのでバラモンの跡継ぎとして期待されながらヴェーダ聖典を着実に修めていたが、次第にバラモン教への不信感を募らせるようになり、隣の村に住んでいた親友の目連と共にバラモン教にとらわれず自由に思考を巡らせて真実の理法を求める出家修行者、すなわち沙門になった。初め二人は王舎城で名を馳せていた自由思想家（六師外道）の一人、不可知論者サンジャヤ・ベーラッティプッタに師事する。舎利弗はすぐにサンジャヤの教義を体得してサンジャヤ教団の高弟となったが、ある日、釈迦の弟子の一人アッサジ（阿説示）と出会い、アッサジを通じて釈迦の教えの一部を聞いたとたんに預流果（悟りの最初の段位）に達したと伝えられる。舎利弗は目連と相談して釈迦教団への改宗を決断すると、サンジャヤ教団の弟子信徒250人も二人に追従してサンジャヤの下を離れて、釈迦仏に帰依した。王舎城で名声と勢力を誇っていたサンジャヤ教団から高弟2人と徒弟250人が離脱したことに対する世間の動揺も大きく、釈迦教団の存在が知れ渡る一因にもなった。
釈迦の弟子となった舎利弗はすぐに最高の悟りを得て教団の上首となった。釈迦からの信任も厚く、時には釈迦に代わって説法を委ねられることもあり、釈迦の実子である羅睺羅（ラーフラ）の師僧も任されていた。またある時、教団の上首の一人デーヴァダッタ（提婆達多）が法臈の浅い比丘500人を引き連れ象頭（ガヤ）山に籠り釈迦教団からの分離独立を謀った事件（破和合僧罪）では、そこに舎利弗が出向いて説法をしたことによって下臈の比丘たちを引き戻すことに成功しており、その際、彼が説法をした時に起きたブロッケン現象に比丘たちが驚いたことが引き戻る契機になったともいわれる。
舎利弗と目連の二大弟子は、釈迦よりも年長ではあったものの教団の後継者になるであろう人物として注目されていた。しかし最有力とされた目連が外道に撲殺されてしまい、相次いで舎利弗もまた晩年に重い病に罹ると、釈迦の許しを得て侍者チュンダとともにナーラカ村(Nālakagāma)に帰郷し、母に看取られながら病没した。実際に釈迦の入滅後に教団の後継者となったのは十大弟子の頭陀第一と称された摩訶迦葉であった。

## 家族
彼の親族や兄弟、またそれらの名前などは諸経によって差異がある。それぞれ、
1. 父ヴァンガンタ(Vanganta)[6]、母ルーパサーリー(Rūpasārī)[4]の下に、男子がウパティッサ（舎利弗）、ウパセーナ(Upasena)、マハーチュンダ(Mahācunda)、末弟レーヴァタ・カディラヴァニヤ（Revata Khadiravaniya, 離婆多）[7]、女子が妹チャーラー(Cālā)[8]、ウパチャーラー(Upacālā)[9]、シスーパチャーラー(Sisūpacālā)[10]という7人の兄弟姉妹であった。（ダンマパダやテーラガーターの説）。
2. 父・檀嬢耶那（檀那達多、ダーニャヤナ）の下に、優波低須（舎利弗）、大膝（摩訶・倶絺羅）、純陀（仏入滅時の純陀とは別人）、姜叉頡利拔多（レーヴァタ）、闡陀、閻浮呵迦、憍陳尼、蘇達離舎那の八男、また一女・蘇尸弥迦がいたとする。（『仏本行集経』47の説）
3. 父母記載なし、長男から順に、達摩、蘇達摩、優波達摩、抵沙、優波抵沙（舎利弗）、頡利拔多、優波波離拔多とする。（摩訶僧祇師説の説による）
4. 父・底沙、母・鸚鵡、祖父・摩吒羅、鄔波低沙（舎利弗）とする。（有部出家事の説）
5. 母サーリーの子に、ダルマ、ウパダルマ、サタダルマ、シャハスラダルマ、ティッシャ、ウパティッシャ（舎利弗）とする。（マハーヴァストゥの説）

なお、
- 有部出家事、『大智度論』は摩訶・倶絺羅を長爪梵士として、舎利弗の叔父とする。
- 『仏本行集経』では大膝（倶絺羅）を舎利弗の弟とする。
- パーリ語文献では、摩訶倶絺羅を長爪梵士と関係せしめず、長爪を舎利弗の甥とする。
- テーリーガーター（長老尼偈）では、チャーラー、ウパチャーラー、シスーパチャーラーは皆、釈迦仏に帰依し、比丘尼として出家したとされる。

## 大乗経典の舎利弗

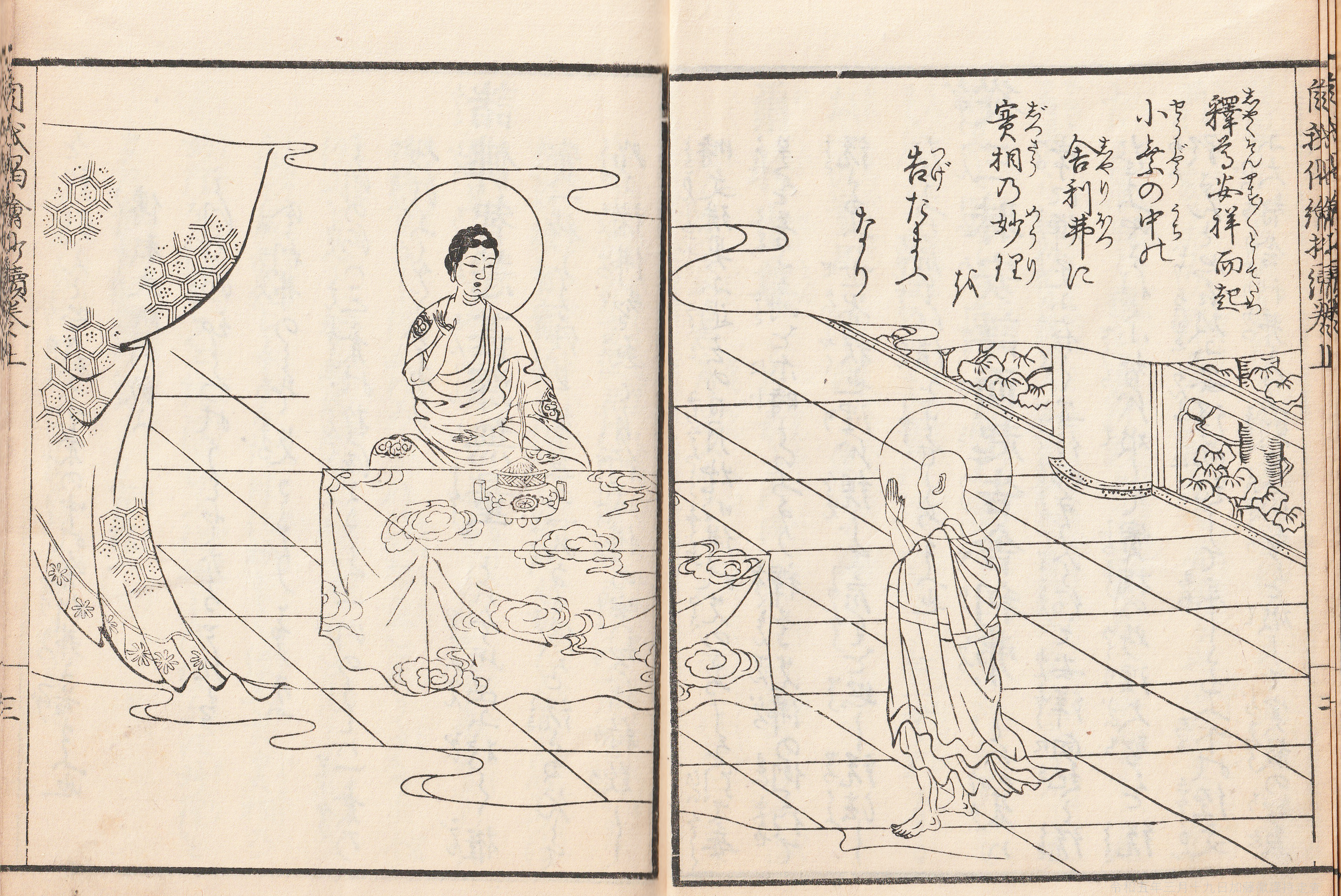
釈迦から教えを受ける舎利弗。『法華自我偈絵抄続編』1818年

『般若経』などの大乗経典において、舎利弗は声聞乗(śrāvakayāna)の代表者、聴衆の代弁者として、仏・菩薩と対話をする役割を担う人物として登場することが多い。

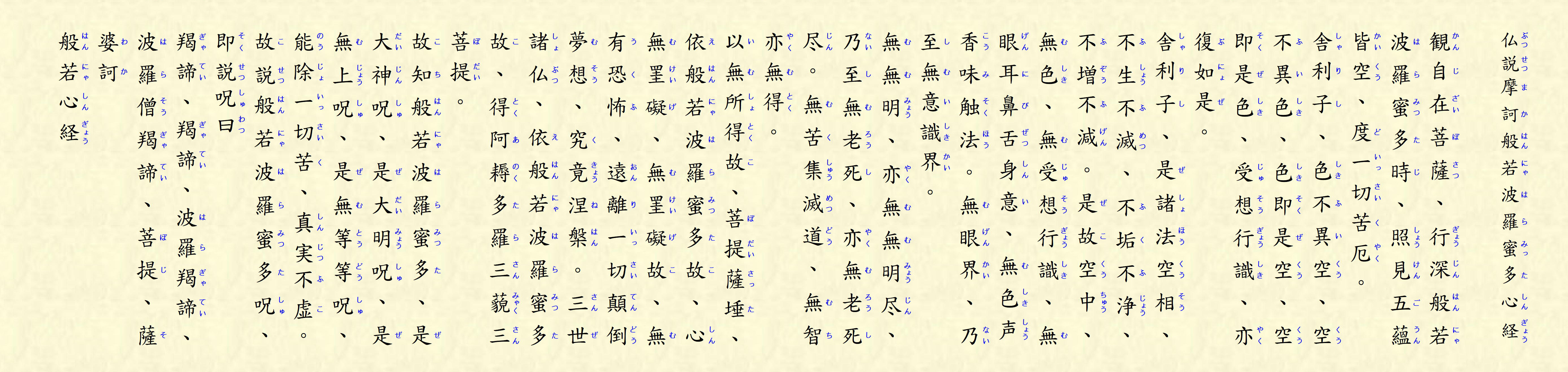
『般若波羅蜜多心経』 4行目と8行目の最初に「舎利子」の文字がある。

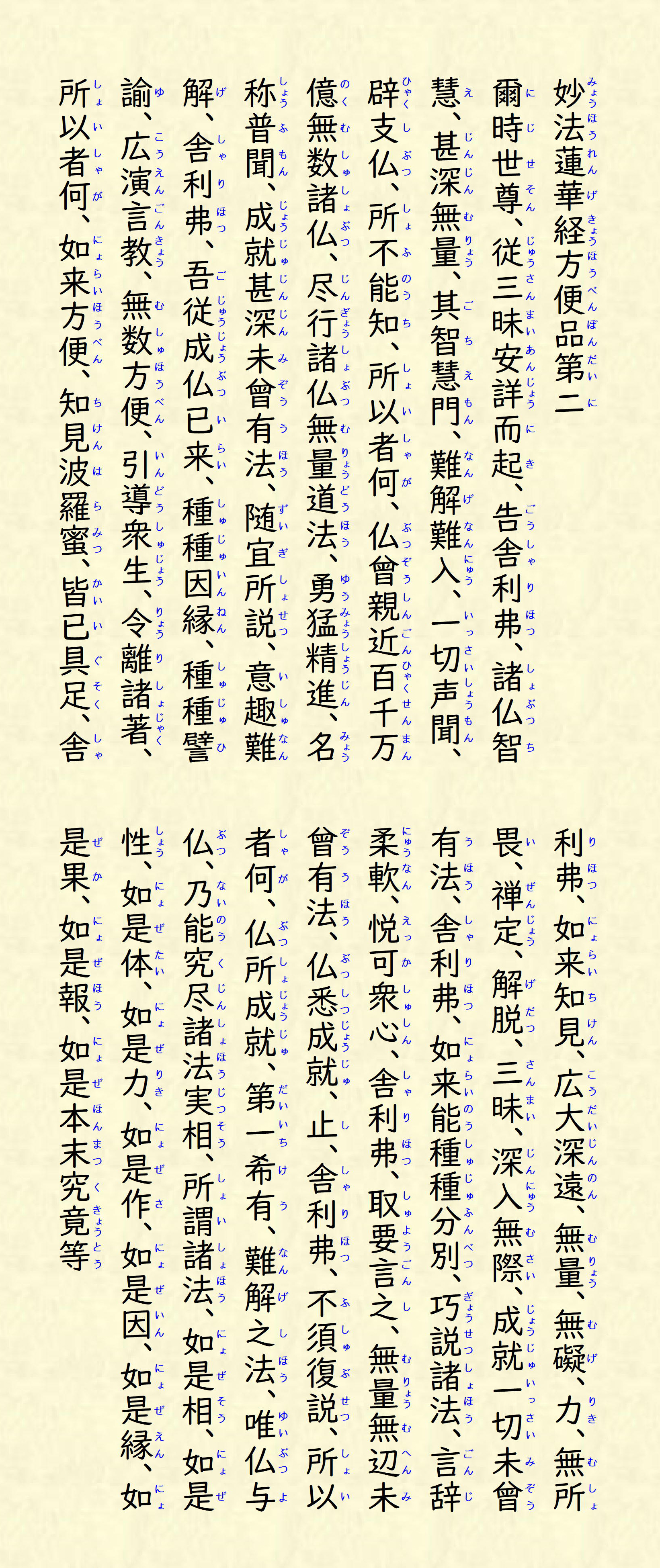
『法華経』方便品第二（「十如是」まで）。わずか292字のうち「舎利弗」が5回も出てくる

- 『法華経』の第三章「譬喩品」において、舎利弗は釈迦牟尼仏から作仏の記別を授かった。曰く舎利弗は、延々と未来世においても修行に励み続けて、その最末後（凡夫としての最後の転生）において一国の王子として生まれてもなおすべてを投げ棄て出家修行すると、ついに成仏を果たして「華光」（けこう, 梵:Padmaprabha パドマプラバ[12]）という名の仏に作（な）ることが予言されている。華光如来の浄土は「離垢」、その時代は「大宝荘厳」と号される。華光如来の後継となる弟子は堅満菩薩（Dhṛti-paripūrṇa ドリティパリプールナ）といい、彼もまた華足安行仏（Padma-vṛṣabha-vikrāmin パドマヴリシャバヴィクラーミン[13]）と呼ばれる仏に成るという。